# 560 v.Chr.

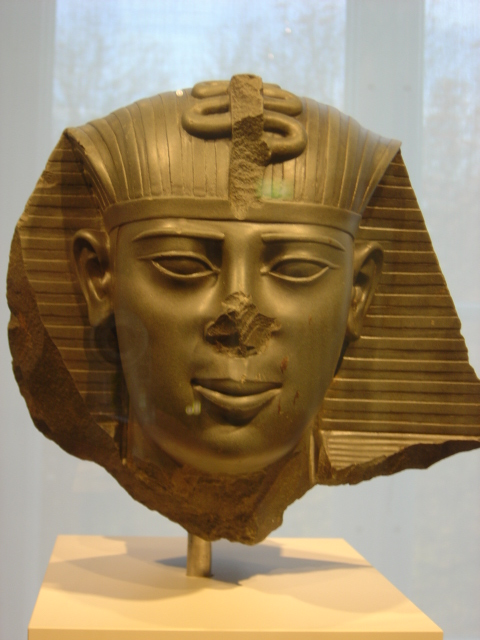
Farao Amasis (570 - 526 v.Chr.)

Het jaar 560 v.Chr. is een jaartal volgens de christelijke jaartelling.

## Gebeurtenissen

### Babylonië
- Koning Neriglissar (560 - 556 v.Chr.) bestijgt de troon van Babylon.

### Egypte
- Farao Amasis verslaat de koningen van Cyprus en verwerft daarmee het oppergezag over het eiland.
- Amasis krijgt de beschikking over de machtige Cypriotische vloot.

### Griekenland
- Pisistratus wordt tiran van Athene. Zijn tegenstanders, onder wie Miltiades de Oudere, ontvluchten de stad.
- Miltiades sticht een Atheense handelskolonie op de Thracische Chersonesos.
- Sparta wordt de machtigste stadstaat met de sterkste militaire macht in Griekenland.

## Overleden
- Aisopos, Grieks fabeldichter
- Amel-marduk, koning van Babylon
- Solon, Grieks wetgever